# (6218) Mizushima
(6218) Mizushima – planetoida z pasa głównego asteroid okrążająca Słońce w ciągu 3,45 lat w średniej odległości 2,28 j.a. Odkryta 12 marca 1977 roku. Przed nadaniem nazwy planetoida nosiła oznaczenie tymczasowe (6218) 1977 EG7.